# سرية أبي سلمة بن عبد الأسد المخزومي
سَرِيَّة أبي سلمة بن عبد الأسد المَخزُومي هي إحدى سرايا الرسول محمد ﷺ، حين أرسل الصحابيَّ أبا سلمة عبد الله بن عبد الأسد إلى بني أسد.

## أحداث السرية
كان سبب إرسال السرية أنه بلغ الرسول أن طليحة وسلمة ابني خويلد قد سارا في قومهما ومن أطاعهما إلى حرب الرسول , وقد أخبره بذلك رجل من طيء قدم المدينة المنورة لزيارة بنت أخيه, فدعا الرسول بعد أن سمع بحربه أبا سلمة عبد الله بن عبد الأسد , وعقد له لواء وبعث معه مائة وخمسين رجلا من المهاجرين والأنصار ، وخرج الرجل المخبر له دليلا لهم ، وقال الرسول لأبو سلمه سر حتى تنزل أرض بني أسد فأغر عليهم قبل أن يتلاقى عليك جموعهم ، فأغذ السير ، وسار أبو سلمه بالجيش ليلا ونهارا ليستبق الأخبار ، فانتهى إلى ماء من مياههم فأغاروا على سرح لهم ، وأسروا ثلاثة من الرعاة وأفلت سائرهم ، ففرق أبو سلمة أصحابه ثلاث فرق فرقة بقيت معه ، وفرقتان أغارتا في طلب النعم والشاء والرجال ، فأصابوا إبلا وشاء ولم يلقوا أحد ، فانحدر أبو سلمة بذلك كله إلى المدينة المنورة.